# Jos Simons (acteur)
Jos Simons (Antwerpen, 18 oktober 1912 – 12 april 1999) was een Belgisch acteur. Hij was de vader van regisseur Peter Simons.
Simons speelde vanaf 1953 in tientallen televisiefilms en -series.
Hij leende zijn stem ook aan hoorspelen. Zo was hij te horen in De vertraagde film (Herman Teirlinck - Frans Roggen, 1967), Een geluk dat we geld hebben (Kirsti Hakkarainen - Jos Joos, 1969), Een bruiloftsdag (Paolo Levi - Herman Niels, 1970), Standbeelden in de regen (Gerry Jones - Frans Roggen, 1970), Kaïn die van nergens kwam (Charles Pascarel - Jos Joos, 1970), Tobias of het einde van de angst (Marie Luise Kaschnitz - Walter Eysselinck, 1970) en Manipulatie (Rolf Schneider - Herman Niels, 1972).